# Kedus Harbe
Kedus Harbe fut un Roi des Rois d'Éthiopie, membre de la dynastie Zagoué et fils de Jan Seyum.
Dans son étude, Marie-Laure Derat présente ce roi comme le fils ainé de Jan Seyum le frère ainé de
Gebre Mesqel Lalibela, et le père de Na'akueto La'ab.